# Attatha abyssinica
Attatha abyssinica är en fjärilsart som beskrevs av Felix Bryk 1913. Attatha abyssinica ingår i släktet Attatha och familjen nattflyn. Inga underarter finns listade i Catalogue of Life.